# Kim Dong-sung
Kim Dong-sung (Koreaans: 김동성) (Seoel, 9 februari 1980) is een Zuid-Koreaans shorttracker.

## Carrière
Kim werd in 1997 wereldkampioen junioren en won datzelfde jaar ook de wereldtitel senioren, een prestatie die hij op het toernooi van 2002 herhaalde. Tijdens de Olympische Winterspelen van 1998 (Nagano) behaalde hij goud op de 1000 meter en zilver met het Koreaanse aflossingsteam (Chae, Lee, Lee, Kim) op de 5000 meter aflossing. Aanvankelijk won hij ook de olympische 1500 meter in Salt Lake City, maar hij werd gediskwalificeerd wegens het duwen van Apolo Anton Ohno.
In Salt Lake City deed hij mee aan het shorttrack op de Olympische Winterspelen 2002, maar won geen medailles.

## Persoonlijke records
| Afstand    | Tijd     | Datum      | Baan          | Land |
| ---------- | -------- | ---------- | ------------- | ---- |
| 500 meter  | 41,527   | 19-10-2001 | Calgary       | CAN  |
| 1000 meter | 1.27,307 | 4-12-1999  | Changchun     | CHN  |
| 1500 meter | 2.15,685 | 20-10-2000 | Calgary       | CAN  |
| 3000 meter | 4.46,727 | 8-11-1998  | Szekesfhervar | HUN  |

Geraadpleegd op: 28/5/2007
1992: Kim Ki-hoon ·
1994: Kim Ki-hoon ·
1998: Kim Dong-sung ·
2002: Steven Bradbury ·
2006: Ahn Hyun-soo ·
2010: Lee Jung-su ·
2014: Viktor An ·
2018: Samuel Girard ·
2022: Ren Ziwei
1976: Alan Rattray · 
1977: Gaétan Boucher · 
1978: James Lynch · 
1979: Hiroshi Toda · 
1980: Gaétan Boucher · 
1981: Benoît Baril · 
1982: Guy Daignault · 
1983: Louis Grenier · 
1984: Guy Daignault · 
1985: Toshinobu Kawai · 
1986: Tatsuyoshi Ishihara · 
1987: Toshinobu Kawai/Michel Daignault · 
1988: Peter van der Velde · 
1989: Michel Daignault · 
1990: Lee Joon-ho · 
1991: Wilf O'Reilly · 
1992: Kim Ki-hoon · 
1993: Marc Gagnon · 
1994: Marc Gagnon · 
1995: Chae Ji-hoon · 
1996: Marc Gagnon · 
1997: Kim Dong-sung · 
1998: Marc Gagnon · 
1999: Li JiaJun · 
2000: Min Ryoung · 
2001: Li JiaJun · 
2002: Kim Dong-sung · 
2003: Ahn Hyun-soo · 
2004: Ahn Hyun-soo · 
2005: Ahn Hyun-soo · 
2006: Ahn Hyun-soo · 
2007: Ahn Hyun-soo · 
2008: Apolo Anton Ohno · 
2009: Lee Ho-suk · 
2010: Lee Ho-suk · 
2011: Noh Jin-kyu · 
2012: Kwak Yoon-gy · 
2013: Sin Da-woon · 
2014: Viktor An · 
2015: Sjinkie Knegt · 
2016: Han Tianyu · 
2017: Seo Yi-ra · 
2018: Charles Hamelin · 
2019: Lim Hyo-jun · 
2021: Shaoang Liu ·
2022: Shaoang Liu